# Tacrina
Tacrina é um fármaco utilizado pela medicina como inibidor reversível da acetilcolinesterase. Foi sintetizada pela primeira vez por Adrien Albert na Universidade de Sydney, o primeiro fármaco para tratar a doença de Alzheimer. Todavia é pouco utilizada na prática clínica devido seus efeitos colaterais colinérgicos, como náuseas, cólicas abdomiais e hepatotoxicidade.
Outros fármacos como rivastigmina e galantamina promovem maior conforto na utilização.

## Mecanismo de ação
Atua no sistema nervoso central, aumentando a concentração de acetilcolina no córtex cerebral e evita sua degradação. Sua utilização é limitada devido a má biodisponibilidade oral, necessidade de quatro doses diárias e pode causar náusea, diarréia, incontinência urinária e hepatotoxicidade.

## Indicações
- Demência leve.

## Nomes comerciais
- Tacrinal®
- Cognex®